# Quelques jours de répit
Quelques jours de répit è un film del 2011 diretto da Amor Hakkar.

## Trama
Due iraniani omosessuali sfuggono dall'Iran verso la Francia per poter vivere liberamente la loro unione. Ma giunti in Europa si devono confrontare con il problema della clandestinità e devono ricominciare da zero. In un paesino di provincia incontrano una donna che vive sola ed accoglie uno di loro, mentre l'altro si nasconde in soffitta. Un incontro che sconvolgerà i loro destini.

## Produzione
È l'ultimo film interpretato da Marina Vlady prima del ritiro dalle scene